# Терануова Брачолини
Терануова Брачолини (итал. Terranuova Bracciolini) је насеље у Италији у округу Арецо, региону Тоскана.
Према процени из 2011. у насељу је живело 5983 становника. Насеље се налази на надморској висини од 155 м.

## Становништво
Према резултатима пописа становништва 2011. у општини је живело 12.302 становника.
| 1931.  | 1936.  | 1951.  | 1961.  | 1971. | 1981. | 1991.  | 2001.  | 2011.  |
| ------ | ------ | ------ | ------ | ----- | ----- | ------ | ------ | ------ |
| 11.561 | 11.655 | 11.921 | 10.076 | 9.379 | 9.943 | 10.392 | 11.181 | 12.302 |

## Партнерски градови
- Haouza